# 席氏刺皮耳
席氏刺皮耳（学名：Heterochaete shearii）是属于银耳目银耳科刺皮耳属的一种真菌，群生于阔叶树枯枝上。该种分布于中国、巴西、巴拿马、古巴、哥伦比亚、美国、墨西哥等地。